# L'Union des Arts
L'Union des Arts est une association bruxelloise d'artistes plasticiens qui existe de 1876 à 1885.
La base de L'Union des Arts est constituée d'étudiants et d'anciens étudiants de l'Académie royale des beaux-arts de Bruxelles en désaccord avec le parcours de l'association d'artistes L'Essor fondée un peu plus tôt.
Comme L'Essor, L'Union des Arts organise également des expositions collectives présentant des œuvres d'art de ses membres et des tombolas caritatives. Cependant le succès n’est pas au rendez-vous. Ces expositions annuelles ont lieu dans l'atelier personnel du cofondateur-président Franz Meerts et, à partir de 1881, au premier palais des beaux-arts de Bruxelles, ouvert en 1880.
Les membres de cette association sont : Franz Meerts (président), Louis Baretta, Marie De Bièvre, Charles Defreyn, Jules Dujardin, Joseph Flameng, Ernest Hoorickx, Louis Ludwig, Léon Massaux, Joseph Middeleer, René Ovyn, Emile Rimbout, Pierre Stobbaerts, Flori Van Acker et Henri Van der Taelen. Lors de l'exposition de 1881, les peintres Henri Schouten et Frantz Charlet présentent leurs œuvres, saluées par la critique.
En avril 1883, l'exposition ne rencontre pas le succès escompté. La revue L'Art moderne souligne la concurrence des salons organisés par la Société royale belge des aquarellistes et par L'Essor. Les œuvres exposées sont, pour la plupart, de simples essais démontrant de la bonne volonté, mais souvent académiques et manquant de goût. Le public est indifférent et la presse sévère. Toutefois, quelques toiles sont vraiment bonnes, comme celles de Jean Lampe, Guillaume Delsaux, Emile Rimbout, Henri Schouten ou Eugène Surinx.
En 1885, après la dissolution de L'Union des Arts, Franz Meerts fonde une nouvelle association pour jeunes artistes qui devient le cercle Voorwaarts.